# Mike Kawai
Mike Kawai (né le 18 juin 1998) est un cavalier japonais de saut d'obstacles. 
Il participe aux Jeux olympiques d'été de 2020 à Tokyo, en tant que réserviste de l'équipe japonaise de saut d'obstacles. 

## Biographie
Il est originaire d'Osaka, au Japon. Son père Yoshio Kawai est propriétaire d'une dizaine d'entreprises dont une grande compagnie d'électricité, et dispose donc de très gros moyens financiers. Il débute l'équitation à l'âge de quinze ans, après le lycée, et sur les conseils de son père, lui-même cavalier. 
Lorsqu'il atteint l'âge de 18 ans, soit en 2016, il concours en saut d'obstacles au niveau 1,20 m. Son père lui demande alors s'il pourrait ramener une médaille aux Jeux olympiques de Tokyo quatre ans plus tard. 
Mike Kawai voyage aux Pays-Bas alors qu'il ne sait parler ni l'anglais ni le néerlandais, et prend contact avec l'entraîneur et homme d'affaires Jan Tops, qui dans un premier temps ne prend pas son projet au sérieux. Son père explique alors à Jan Tops qu'il est prêt à « dépenser autant d'argent que les qataris » pour que son fils devienne un cavalier de haut niveau, ce qui permet à Mike Kawai de débuter son entraînement aux Pays-Bas. 
Il utilise des pay-card dans certains des concours les plus prestigieux au monde afin d'avoir le droit d'y participer malgré un niveau trop faible. En 2018, il participe ainsi à des concours de saut internationaux 2 étoiles (CSI2*). Il quitte les écuries de Jan Tops en août 2019. Il rejoint alors celles de Peter Charles. Il décroche la victoire au CSI 4*-W de Riyad, en Arabie saoudite, avec le cheval Celvin qu'il a acheté à Jérôme Guéry. Il achète les chevaux Tokyo du Soleil et As de Mai peu après. 
En janvier 2020, il quitte les écuries de Peter Charles, après que Jan Tops lui ait promis de le faire participer aux Jeux olympiques de Tokyo. Il participe finalement à ces Jeux olympiques en 2021 en tant que réserviste, avec As de Mai, mais ne prend pas le départ de la compétition.

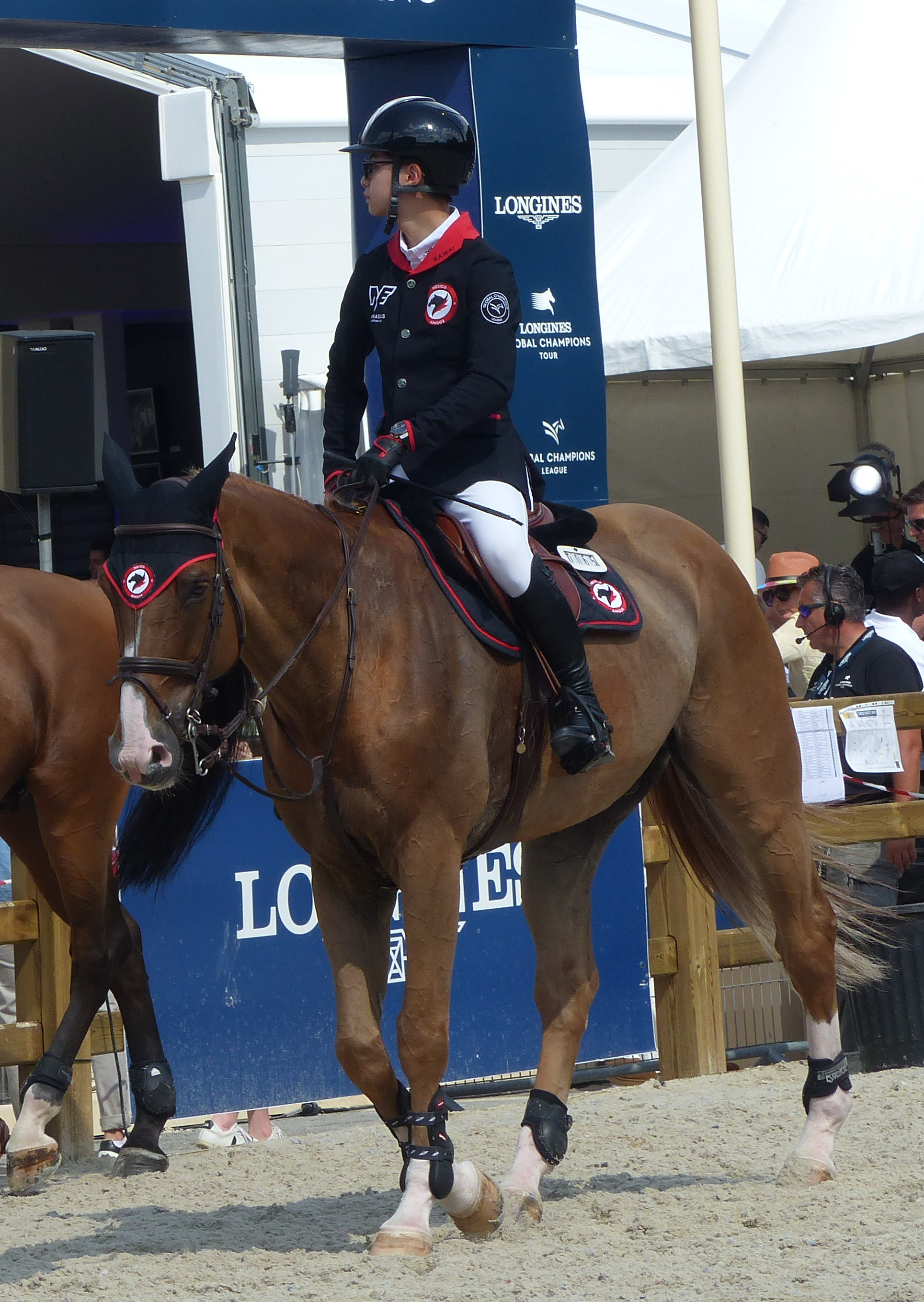
Mike Kawai montant Saxo de la Cour au Paris Eiffel Jumping de 2023.

Il a pour objectif une participation aux Jeux olympiques d'été de 2024 à Paris, avec son cheval Goldwin, cependant la journaliste Charlotte Delquin estime que cette participation se fera peut-être avec Saxo de la Cour. Il est finalement sélectionné comme réserviste de l'équipe japonaise de saut d'obstacles avec Promise Z.

## Palmarès
- Vainqueur du CSI 4*-W de Riyad, avec Celvin[3].

## Chevaux
Il a investi de fortes sommes d'argent pour acquérir certains des meilleurs chevaux de la discipline, comme Saxo de la Cour, Star, Tokyo du Soleil, Celvin et As de Mai.
Il a acquis Goldwin auprès de Laura Kraut fin octobre 2021.